# Brenda Gandini
Brenda Daniela Gandini (Cipolletti, Río Negro; 8 de agosto de 1984) es una actriz argentina.

## Carrera actoral
Descubierta como actriz por Cris Morena en casting. En 2003 empezó a aparecer con frecuencia en campañas publicitarias y en 2004 apareció en la portada de la revista Hombre. En 2005 actuó en la serie Floricienta protagonizada por Florencia Bertotti y Fabio Di Tomaso en el papel de Olivia.
En 2006 participó en tira Sos mi vida como María Azucena y en serie infantil Chiquititas 2006 como la villana,Costanza "Coni". 
Un año más tarde, en 2007 tuvo su primer papel protagónico en serie juvenil Romeo y Julieta encarnando a Julieta junto a Elías Viñoles quien interpretó a Romeo. Ese año en teatro realizó La jaula de las locas junto a Miguel Ángel Rodríguez y Fernando Peña. Durante ese mismo año, participó en segunda edición de Cantando por un Sueño quien llegó a final ante Tití Fernández siendo subcampeona del certamen.
En 2008 actuó en Vidas robadas emitida por Telefe haciendo de hermana de Facundo Arana y protagonizó ficción para internet llamada Dirígeme.
En 2009 hizo participaciones en éxitos como Nini y villana de Ciega a citas. A fin de año grabó en Argentina telenovela para México, Los exitosos Pérez en papel de Adriana, villana. Ese mismo año coprotagonizó junto a Gastón Ricaud la obra infantil El hombre Araña.
En 2010 formó parte del elenco de exitosa ficción de Pol-ka Producciones Malparida encabezada por Juana Viale y Gonzalo Heredia.
En 2012 interpretó a una de las villanas de miniserie La dueña, telenovela que marcó regreso de estrella argentina Mirtha Legrand siendo contrafigura del personaje de Florencia Bertotti. A finales del mismo año, protagonizó Mi amor, mi amor junto con Juan Gil Navarro y Jazmín Stuart.
En 2014 encarnó a Lucila Villa (abogada) hermana de Facundo Arana en serie de televisión Noche y día.
En 2017 interpretó a Alina Cifuentes en tira Amar después de amar.
En 2018 hizo participaciones en Rizhoma Hotel y Morir de amor.
En 2023 forma parte de la tira Buenos chicos, encarnando a Majo Iribarren.

## Vida personal
Desde el año 2010 está en pareja con el actor y escritor Gonzalo Heredia. Tienen dos hijos: Eloy, nacido en 2011, y Alfonsina, nacida en 2017.

## Filmografía

### Cine
| Año  | Título            | Papel                 | Dirección             |
| ---- | ----------------- | --------------------- | --------------------- |
| 2006 | Las manos         | Chica accidentada     | Alejandro Doria       |
| 2010 | La vieja de atrás | Chica desmayada       | Pablo José Meza       |
| 2013 | Mala              | Rosario #4 / Patricia | Israel Adrián Caetano |
| 2016 | Las ineses        | Carmen                | Pablo José Meza       |
| 2016 | Resentimental     | Sofía Martínez        | Leonardo Damario      |
| 2017 | Corralón          | Nancy                 | Eduardo Pinto         |
| 2023 | Nene revancha     | Hebe                  | Gonzalo Demaría       |

### Ficciones de televisión
| Año       | Título                      | Papel                                                       | Canal      |
| --------- | --------------------------- | ----------------------------------------------------------- | ---------- |
| 2005      | Floricienta                 | Olivia Fritzenwalden                                        | Canal 13   |
| 2006      | Sos mi vida                 | María Azucena                                               | Canal 13   |
| 2006      | Chiquititas sin fin         | Constanza "Coni"                                            | Telefe     |
| 2007      | Romeo y Julieta             | Julieta Caporale                                            | Canal 9    |
| 2007      | Dirigime                    | Julia                                                       | América TV |
| 2008      | Vidas robadas               | Agustína Amaya                                              | Telefe     |
| 2008      | Todos contra Juan           | Ella misma                                                  | América TV |
| 2009      | Ciega a citas               | Ingrid                                                      | TV Pública |
| 2009-2010 | Niní                        | Jazmín                                                      | Telefe     |
| 2010      | Los exitosos Pérez          | Adriana                                                     | Televisa   |
| 2010-2011 | Malparida                   | Bárbara Castro                                              | Canal 13   |
| 2011      | Historias de la primera vez | Esposa de Rodrigo Episodio 11: "La primera vez que lloré"   | América TV |
| 2011      | Sr. y Sra. Camas            | Nora                                                        | TV Pública |
| 2012      | La dueña                    | Delfina Lacroix                                             | Telefe     |
| 2012-2013 | Mi amor, mi amor            | Alejandra "Laly" Bonicatto                                  | Telefe     |
| 2013-2014 | Esa mujer                   | Gisela Betsabé                                              | TV Pública |
| 2014-2015 | Noche y día                 | Lucila Villa                                                | Canal 13   |
| 2017      | Amar después de amar        | Alina Cifuentes                                             | Telefe     |
| 2018      | Rizhoma Hotel               | Tania Episodio 2: "Reencuentro" / Episodio 16: "Enigmático" | Telefe     |
| 2018      | Morir de amor               | Mora Zubieta                                                | Telefe     |
| 2022      | El buen retiro              | Fiona                                                       | Flow       |
| 2022      | Dos 20                      | Julieta Episodio 6: "Una sorpresa"                          | TV Pública |
| 2023-2024 | Buenos chicos               | María José "Majo" Iribarren                                 | Canal 13   |

### Programas de televisión
| Año  | Título                | Rol          | Canal    | Notas       |
| ---- | --------------------- | ------------ | -------- | ----------- |
| 2007 | Cantando por un sueño | Participante | Canal 13 | Subcampeona |

### Series web
| Año  | Título        | Papel |
| ---- | ------------- | ----- |
| 2010 | Yo soy virgen | Luz   |

### Plataformas digitales
| Año  | Título | Rol          | Notas             |
| ---- | ------ | ------------ | ----------------- |
| 2023 | 911    | Coconductora | Canal Loft Stream |

### Videos musicales
| Año  | Título            | Intérprete      |
| ---- | ----------------- | --------------- |
| 2006 | Porque aún te amo | Luciano Pereyra |

## Teatro
| Año           | Título                                   | Personaje        |
| ------------- | ---------------------------------------- | ---------------- |
| 2005          | Floricienta: Princesa de la Terraza Tour | Olivia           |
| 2008          | La jaula de las locas                    | Muriel           |
| 2009          | Hombre Araña                             | Mary Jane Watson |
| 2010          | Abrázame                                 | Karen / Cristina |
| 2014          | El secreto de la vida                    | Sofía            |
| 2016          | Pieza plástica                           |                  |
| 2020          | Desnudos                                 |                  |
| 2024-presente | Escape Room                              | Vicky            |